# Bičivky
Bičivky (Kinetoplastida) je třída bičíkatých prvoků z kmene Euglenozoa. Jsou to jak volně žijící, tak i parazitické jednobuněčné organizmy, jejichž odborný název Kinetoplastida je odvozen od skutečnosti, že mají zvláštní organelu zvanou kinetoplast. Kinetoplast vzniká z části mitochondrie a obsahuje mnoho molekul kruhové DNA včetně genů kódujících tzv. guide RNA (gRNA), která umožňuje editaci RNA. Další zajímavou organelou bičivek jsou glykozomy obsahující hydrolázy.

## Systém
Třídu Kinetoplastea je ve zvyku dělit na dva řády, nicméně první z nich je parafyletický:
- Bodonida (boda) – parazitičtí i volně žijící
Příklady:
Zástupci rodu Bodo mají vždy 2 bičíky, které používají k pohybu (lokomoci). Dokážou žít v půdách s malým obsahem kyslíku. Nachází se také v uhelných kalech např. na Ostravsku. Jejich potravou jsou zbytky organických látek a bakterie. Mohou také přežívat v trávicí trubici člověka.
- Trypanosomatida (trypanozomy) – parazitičtí
Příklady:
Zástupci rodu trypanozoma (Trypanosoma) jsou původci vážných lidských i dobytčích onemocnění

Některé studie se pokouší o jiný systém, který by odrážel lépe příbuzenské vztahy:
- Prokinetoplastina
- Metakinetoplastina
  - Neobodonida
  - Parabodonida
  - Eubodonida
  - Trypanosomatida